# Ekeby och Gällersta landskommun
Ekeby och Gällersta landskommun var en tidigare  kommun i Örebro län.

## Administrativ historik
Kommunen bildades som storkommun vid kommunreformen 1952 genom sammanläggning av de tidigare kommunerna Ekeby och Gällersta. För ovanlighetens skull fick den nya kommunen namn efter båda sina föregångare.
Vid nästa landsomfattande kommunreform upplöstes kommunen åter år 1971 då Ekeby gick till Kumla kommun och Gällersta till Örebro kommun.

### Kyrklig tillhörighet
I kyrkligt hänseende tillhörde kommunen Ekeby församling och Gällersta församling.

## Geografi
Ekeby och Gällersta landskommun omfattade den 1 januari 1952 en areal av 86,24 km², varav 84,97 km² land. Efter nymätningar och arealberäkningar färdiga den 1 januari 1960 omfattade landskommunen den 1 november 1960 en areal av 86,17 km², varav 85,88 km² land.

### Tätorter i kommunen 1960
I Ekeby och Gällersta landskommun fanns del av tätorten Kvarntorpa, som hade 517 invånare i kommunen den 1 november 1960. Tätortsgraden i kommunen var då 22,5 procent.

## Politik

### Mandatfördelning i valen 1950-1966
| 13 | 10 | 9 | 3 |

| 32 |

| 15 | 8 | 7 | 5 |

| 30 | 5 |

| 15 | 8 | 6 | 6 |

| 29 | 6 |

| 16 | 9 | 6 | 4 |

| 30 | 5 |

| 13 | 10 | 7 | 5 |

| 28 | 7 |